# Engineering Societies' Building and Engineers' Club
El Engineering Societies' Building and Engineers' Club  es un edificio histórico ubicado en Nueva York, Nueva York. El Engineering Societies' Building and Engineers' Club se encuentra inscrito  en el Registro Nacional de Lugares Históricos desde el 30 de agosto de 2007. Hale & Morse; Whitfield & King fueron los arquitectos del Engineering Societies' Building and Engineers' Club.

## Ubicación
El Engineering Societies' Building and Engineers' Club se encuentra dentro del condado de Nueva York en las coordenadas 40°45′09″N 73°59′04″O / 40.7525, -73.984444.